# La Digne-d'Amont
La Digne-d'Amont è un comune francese di 289 abitanti situato nel dipartimento dell'Aude nella regione dell'Occitania.

## Società

### Evoluzione demografica
Abitanti censiti